# Edelweißkogel
Edelweißkogel är en bergstopp i Österrike.   Den ligger i distriktet Sankt Johann im Pongau och förbundslandet Salzburg, i den centrala delen av landet, 240 km väster om huvudstaden Wien. Toppen på Edelweißkogel är 2 030 meter över havet, eller 45 meter över den omgivande terrängen. Bredden vid basen är 0,11 km. Edelweißkogel ingår i Tennengebirge.
Terrängen runt Edelweißkogel är bergig åt sydväst, men åt nordost är den kuperad. Närmaste större samhälle är Abtenau, 5,7 km norr om Edelweißkogel. 
I omgivningarna runt Edelweißkogel växer i huvudsak blandskog. Runt Edelweißkogel är det ganska glesbefolkat, med 45 invånare per kvadratkilometer.